# Saxonia Edelmetalle
Saxonia Edelmetalle ist ein 1993 gegründetes Unternehmen für die Herstellung und das Recycling von Edelmetallen.

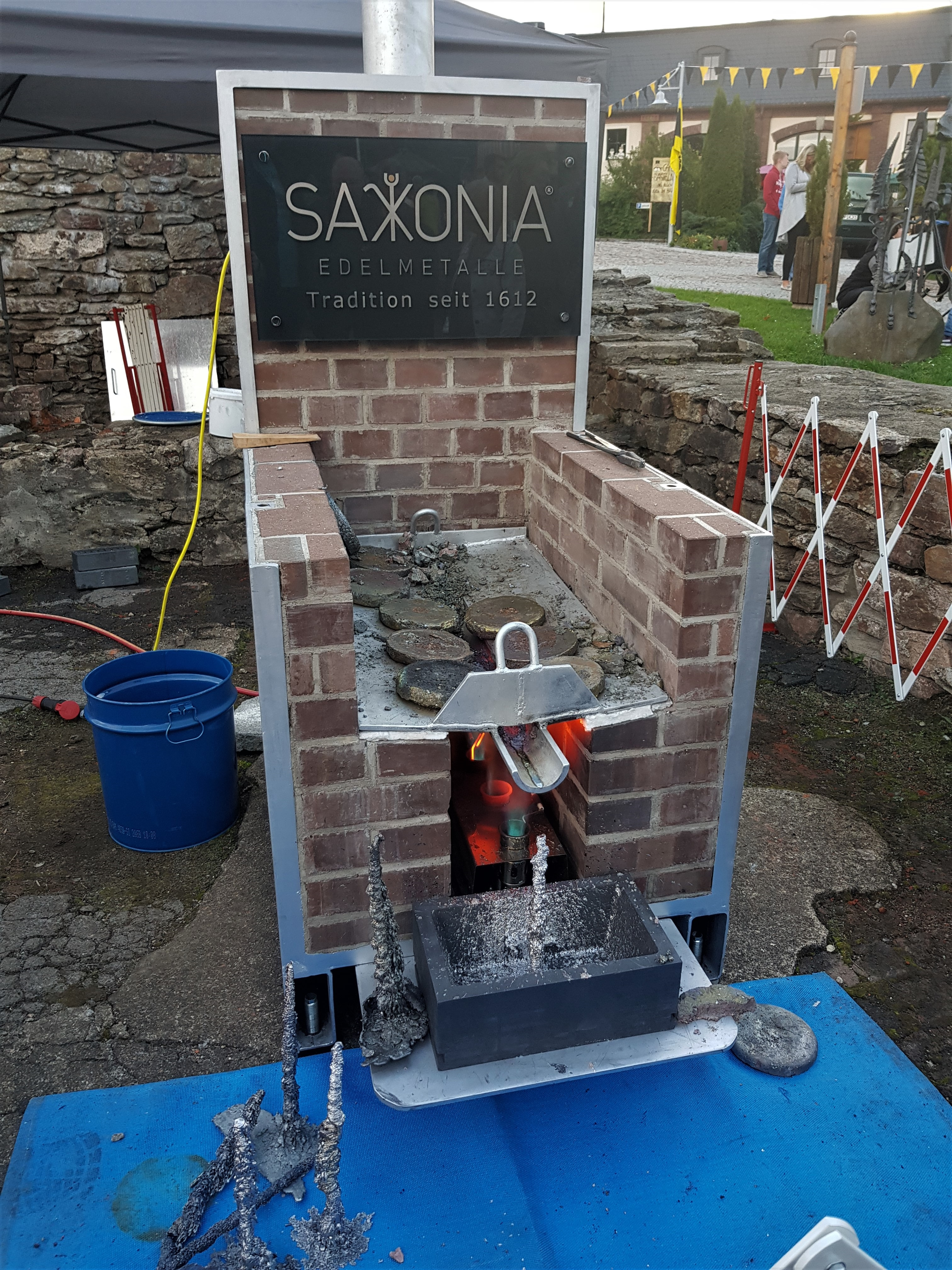
Vorführung "Saigern wie vor 400 Jahren" in der Saigerhütte Grünthal durch die Firma Saxonia Edelmetalle (2022)

Das Unternehmen hat seinen Sitz in Halsbrücke und ist eine ehemalige Tochtergesellschaft der DNick Holding.
Die Geschichte des Unternehmens geht zurück bis in die Anfänge des 17. Jahrhunderts, als im Jahr 1612 erstmals an dieser Stelle Edelmetalle verarbeitet wurden. An zwei deutschen Standorten (Halsbrücke und Pforzheim) werden heute insgesamt etwa 350 Mitarbeiter beschäftigt.
Seit 2010 gehört das Unternehmen Wieland Edelmetalle aus Pforzheim zur Saxonia-Gruppe. Im Jahr 2017 veräußerte Umicore seinen Geschäftsbereich Technical Materials an Saxonia. Im Juni 2020 wurde das Pforzheimer Unternehmen Doduco übernommen.
Saxonia Edelmetalle ist neben Heraeus eine von zwei deutschen Scheideanstalten, die sowohl bei der LBMA als auch bei der LPPM zertifiziert sind.